# Bones (album)
Pour les articles homonymes, voir Bones (homonymie).
Albums de Young Guns
All Our Kings Are Dead
(2010) Ones and Zeros
(2015)
Singles
1. Learn My Lesson
Sortie : 13 octobre 2011
2. Bones
Sortie : 6 février 2012
3. Dearly Departed
Sortie : 11 juin 2012
4. Towers (On My Way)
Sortie : 27 août 2012
5. You Are Not
Sortie : 26 novembre 2012

Bones est le second album du groupe anglais Young Guns, sorti le 3 février 2012.

## Fiche Technique

### Liste des chansons
| 1.    | I Was Born, I Have Lived, I Will Surely Die | 3:58 |
| 2.    | Dearly Departed                             | 3:12 |
| 3.    | Bones                                       | 3:13 |
| 4.    | Towers (On My Way)                          | 2:39 |
| 5.    | A Hymn for All I've Lost                    | 1:06 |
| 6.    | You Are Not (Lonely)                        | 3:56 |
| 7.    | Brother in Arms                             | 3:12 |
| 8.    | Learn My Lesson                             | 3:20 |
| 9.    | Everything Ends                             | 4:11 |
| 10.   | Interlude                                   | 1:39 |
| 11.   | Headlights                                  | 4:05 |
| 12.   | Broadfields                                 | 4:22 |
| 38:53 |                                             |      |

| 13. | Say It Ain't So (Weezer Cover) | 3:58 |
| 14. | Polly (Nirvana Cover)          | 3:17 |
| 15. | There Will Be Rain             | 4:16 |

### Interprètes
- Gustav Wood - chant
- Fraser Taylor - guitare, guitare rythmique
- John Taylor - guitare rythmique, guitare
- Simon Mitchell - basse
- Ben Jolliffe - batterie, chœurs

### Équipe de production
- Dan Weller – producteur, mixage